# The Passing of J.B. Randall and Company
The Passing of J.B. Randall and Company è un cortometraggio muto del 1912. Non si conosce il nome del regista del film prodotto dalla Edison,

## Produzione
Il film fu prodotto dalla Edison Manufacturing Company.

## Distribuzione
Distribuito dalla General Film Company, il film - un cortometraggio in una bobina - uscì nelle sale cinematografiche degli Stati Uniti il 6 febbraio 1912.